# امثال العرب
امثال العرب کتابی است مختصر به زبان عربی، تالیف مفضل الضبی در باب مثل‌های زبان عربی.
مفضل الضبی در کتاب «امثال العرب» در نقش یک مربی و ادیب ظاهر می‌شود. این کتاب مشتمل بر زیباترین داستان‌ها، خرافات و اسطوره‌هاست تمامی داستانها و... با عبارتی از زبان قهرمان قصه یا حضم او به پایان می‌رسد و در پایان مؤلف این عبارات را به کار می‌برد: فارسلها مثلاً، مذهب مثلاً، فذهب قوله مثلاً، و مانند این‌ها. کتاب با داستان ضبة بن أدبن طابخة بن الیاس بن مضر بن سعد و دو پسرش سُعید و سَعد آغاز می‌شود و با خرافه حیة و فاس (مار و تبر) به انجام می‌رسد. عادت مفضل این است که تمام داستان‌ها را با عبارت «زعموا» آغاز می‌کند، مگر در موارد نادری. برخی از حکایت‌های این کتاب به مصدری بیگانه از زبان عربی بازگشت می‌کند مثل داستان الزّباء (زنوبیا) قصه ازدواج لقیط بن زرارة، قصه شگفت‌آور ولادت عمرو بن عدی و...
کتاب دارای حجم کوچکی نسبت به کتاب‌هایی که در زمینه امثال بعد از آن نوشته شده می‌باشد اما در هر صورت نزد علماء به خوبی مورد قبول و پذیرش واقع شد از این رو به قرائت آن اقبال نشان داده و بسیاری از کسانی که بعد از مفضل دست به تألیف کتاب‌هایی در این زمینه زدند به کتاب او اعتماد ورزیدند.

## ویژگی‌ها و معایب
کتاب به صورت داستانی محض نگاشته شده از این رو زمان و مکان داستان‌ها و نیز جوّ عمومی قصه مشخص و معلوم نیست از این رو مورخین برای آن ارزش تاریخی قائل نیستند مگر بالنسبة به اسامی و صورت کلی حوادث. از ویژگی‌های مهم این کتاب این است که توجه خاصی به وقایع و حوادثی که در جاهلیت رخ داده، مبذول داشته‌است. از ابتدا تا انتهای کتاب تفصیل وافی و کافی نسبت به بعضی از ایام العرب در جاهلیت و وقایعی که در آن دوران اتفاق افتاده و آنچه از شعر و مثل در آن زمان گفته شده، داده شده‌است. وقتی به خواندن کتاب می‌پردازیم، در ابتدای امر به نظر می‌رسد این کتاب قبل از آنکه کتابی دربارهٔ امثال باشد کتابی دربارهٔ اخبار و اشعار و انساب است.

## نسخه‌شناسی
این کتاب اولین بار در سال ۱۳۰۰ قمری در قسطنطنیه توسط مطبعه جوائب در ۸۶ صفحه به طبع رسید. سپس همین نسخه برای بار دوم در قاهره در سال ۱۳۲۷ ق به چاپ رسید. اما بنا به گفته جرجی زیدان در کتاب تاریخ الآداب العربیة امثال العرب در سال ۱۸۸۲ میلادی توسط آستانه (؟) به طبع رسیده‌است. همچنین به گفته ابو بکر محمد بن خیر اشبیلی (۵۷۵) سابقاً در اندلس منتشر شده و معروف بوده‌است.
نسخه چاپ شده توسط مطبعه جوائب در قسطنطنیه، توسط دکتر قصی الحسن تحقیق، شرح و فهرست بندی شده‌است و این شرح توسط دار و مکتبة الهلال، بیروت برای اولین بار به سال ۲۰۰۳ به طبع رسیده‌است.